# ثؤلولي الحراشف
ثؤلولي الحراشف أو سحلية الليل الاستوائية (الاسم العلمي: Lepidophyma)، جنس سحالي ولودة من فصيلة السحالي الليلية. أنواعه 20، أعطانها أمريكا الوسطى.